# Gulsot
Gulsot, även kallat ikterus, är ett tillstånd då ämnet bilirubin ansamlas i kroppen och gör så att huden, och bindhinnan (konjunktiva) som ligger framför sclera (ögonvitorna) tillsammans med andra slemhinnor antar en gulaktig färgton. Gulsot är sålunda ett symptom, och inte en sjukdom i sig, men används ibland också som benämning på vissa av de bakomliggande sjukdomarna: "smittsam gulsot". Gulsot kallades förr gallfeber.

## Orsaker
Ansamlingen av nedbrytningsprodukt av blodets hemoglobin i kroppen kan orsakas av ökad blodnedbrytning som vid Hereditär sfärocytos, dålig leverfunktion eller stopp "nedströms" från levern. Den vanligaste orsaken till gulsot är leverinflammation (hepatisk ikterus), till exempel hepatit A, B och C som orsakas av virus. Gulsot kan uppstå även vid exempelvis förgiftningar eller cancer i levern och Hereditär sfärocytos. Många olika gifter och läkemedel kan vid överdos orsaka leverskada och gulsot.  Vid destruktion av röda blodkroppar uppstår prehepatisk ikterus som vid exempelvis malaria. Posthepatisk ikterus orsakas av gallstas (hindrat avflöde av galla). Detta kan orsakas av exempelvis gallsten, tumörer (både godartade och elakartade processer) och corpus alienum (främmande kropp).

Infektioner
Vanligaste bakomliggande infektioner i Sverige är hepatit A, B eller C som alla orsakas av virus. Hepatit A smittar via förorenat vatten och mat medan de två andra smittar via blod och andra kroppsvätskor, främst genom smittade sprutor eller via sexuell kontakt. Trötthet, feber, illamående och kräkningar är tidiga symtom, men infektionen kan också vara symtomfri. Typiskt för hepatit är att ögonvitor och hud blir gula, och urinen kan bli mörkt rödaktig genom att färgämnet utsöndras via njurarna.  Det finns vaccin mot hepatit A och B. 
De olika typerna av smittsam gulsot har fått bokstavsbeteckningar med utgångspunkt från i vilken ordning de har upptäckts. De vanligast förekommande i Sverige är hepatit A, B och C. Alla tre orsakas av olika virus. Sjukdomssymtomen är likartade, men det finns stora skillnader när det gäller hur sjukdomarna smittar, hur många som insjuknar, sjukdomens förlopp och risken för bestående infektion och komplikationer.

## Nyföddhetsgulsot
Spädbarn kan också få symptomet gulsot 2–3 dygn efter förlossningen. I det fallet beror det på att bilirubin är en restprodukt från nedbrytning av röda blodkroppar. Vid födseln har barn oftast ett  överskott av röda blodkroppar samtidigt som levern inte ännu har tillräckligt med kapacitet att bryta ner bilirubinet.

## Folktro och folkmedicin
I svensk folktro trodde man förr att gulsot kunde ha orsakats av att en gul fågel hade flugit över ens obäddade säng på morgonen. Ett botemedel inom folkmedicinen var att äta någon del av en gul fågel, oftast en gulsparv. Det gick också bra att äta gul mossa, saffran, svavel, smörblommor, ägg eller något annat gult enligt principen att lika botar lika. Ibland kunde även avföring eller djurlöss förtäras som botemedel. Vid bortmätning användes en gul tråd och vid smöjning skulle man krypa genom en gul garnhärva.